# Die kleine Sklavin (Film)
Die kleine Sklavin ist ein deutsches Stummfilmmelodram aus dem Jahre 1928 des Regieehepaars Jakob Fleck und Luise Fleck. In der Titelrolle ist Grete Mosheim zu sehen. Die Geschichte basiert auf einem Schauspiel (1918) des Schriftstellers Dietzenschmidt.

## Handlung
Die kleine Lilli, Pflegekind im Hause Schmidt, hatte es nie leicht gehabt in ihrem bisherigen Leben. Paula Schmidt behandelte sie schon immer schlecht und wollte sie so schnell wie möglich wieder loswerden Daher „vermittelte“ sie Lilli an ihren Geliebten. Der betreibt zwar offiziell eine Ballettschule, mit der er auch auf Gastspielreise geht, in Wahrheit aber ist er ein mieser Mädchenhändler. Im Haus der Schmidts logiert der junge Robert Hartmann, der bald zum einzigen Lichtblick im Leben des jungen Mädchens wird. Beide verlieben sich ineinander. Hartmann fühlt sich seitdem verantwortlich für Lilli und verhindert, dass sie als „kleine Sklavin“ vom Mädchenhändler verschleppt wird. Robert bekommt in Lillys heimkehrenden, leiblichen Vater einen unerwarteten Verbündeten. 
Der war einst nach Amerika ausgewandert, um dort sein Glück zu machen. Dies ist ihm auch gelungen, und er nimmt Lilli, zunächst unter dem Vorwand, sie sei die Tochter eines Freundes, zu sich nach Haus. Er ist nämlich verheiratet, und seine Gattin soll nicht wissen, dass er aus erster Ehe bereits ein Kind hat. Nun sind Verwicklungen und Missverständnisse vorprogrammiert, denn die Gattin glaubt plötzlich an ein außereheliches Verhältnis. Weiteres Missgeschick geschieht, als plötzlich Paula mit ihrem schurkischen Liebhaber auftaucht und Lilli nach Hamburg verschleppt. Robert Hartmann und Lillis leiblicher Vater folgen jedoch ihrer Spur und können sie wieder befreien. Die Schurken werden ihrer gerechten Strafe zugeführt, und Lilli und Robert können nun in ein neues, gemeinsames Leben starten.

## Produktionsnotizen
Die kleine Sklavin entstand im Frühjahr 1928, passierte am 1. August 1928 die Zensur und wurde mit Jugendverbot belegt. Am 20. September 1928 lief der Film in Berlins Ufa-Theater am Kurfürstendamm an. Der Streifen besaß sechs Akte, verteilt auf 2021 Metern Länge.
Erich Zander entwarf die Filmbauten. 